# Peyrolles-en-Provence
Peyrolles-en-Provence es una comuna francesa situada en el departamento de Bocas del Ródano, en la región de Provenza-Alpes-Costa Azul.

## Demografía
| 2003 | 2249 | 2297 | 2560 | 2918 | 3914 | 5134 |
| Para los censos de 1962 a 1999 la población legal corresponde a la población sin duplicidades (Fuente: INSEE [Consultar]) |      |      |      |      |      |      |